# Orishas
Orishas é um grupo cubano de hip-hop de Havana, Cuba, fundado em 1999, originalmente chamado "Amenaza". Depois de produzir três álbuns, Orishas vendeu mais de 750 mil exemplares de seus álbuns na Europa e ganhou dois Grammys.. Em 2007 colaboraram com o grupo porto-riquenho Calle 13 na música "Pa'l Norte" (do álbum Residente o Visitante). A música ganhou um Grammy Latino pela Melhor Canção Urbana.

## História
Orishas começou como grupo de rap cubano Amenaza no início dos anos 90. Dirigido por Joel Pando, Amenaza tornou-se o primeiro grupo de rap a abordar a questão da identidade racial na sociedade cubana. Em 1998 o grupo fechou um acordo de gravação com uma empresa europeia. A incorporação de ritmos tradicionais cubanos, como a salsa e a rumba, atrai os cubanos mais velhos, mas para aspirantes a rappers cubanos representa uma cedência perante pressões comerciais para evocar nostalgia. O próprio Roldan tem uma tendência para a música tradicional cubana e distingue propositalmente sua música de algumas das características estereotipadas do hip-hop, como o tratamento degradante das mulheres e "tudo mais o que você faz nos shows de hip hop nos EUA".

## Discografia

### Álbuns de estúdio
- A Lo Cubano (1999)
- Emigrante (2002)
- El Kilo (2005)
- Cosita Buena (2008)
- Gourmet (2018)

### Coletâneas
- Antidiotico (2007)

### Singles
- "Atrevido" (A Lo Cubano)
- "Orishas Llegó" (A Lo Cubano)
- "Testimonio" (Emigrante)
- "Mujer" (Emigrante)
- "Guajiro" (Emigrante)
- "Represent" (A Lo Cubano)
- "Cuba Isla Bella"

### Trilha sonora de filmes
- The Fast and the Furious - "Atrevido" (Não incluída no CD The Fast and the Furious Soundtrack)
- El Benny - "Soy Campesino"
- Dirty Dancing 2 - Noites de Havana - "Represent"
- Antikiller - "Represent" e "Madre"
- Bad Boys 2 - "Atrevido" (Não incluída no CD Bad Boys 2 Soundtrack)
- Quero Ficar com Polly - "Represent"
- Perfil Falso 2 (Netflix) - "Mistica"